# サン・キーリコ・ヌオーヴォ
サン・キーリコ・ヌオーヴォ（イタリア語: San Chirico Nuovo）は、イタリア共和国バジリカータ州ポテンツァ県にある、人口約1,300人の基礎自治体（コムーネ）。

## 地理

### 位置・広がり

#### 隣接コムーネ
隣接するコムーネは以下の通り。括弧内のMTはマテーラ県所属を示す。
- アルバーノ・ディ・ルカーニア
- トルヴェ
- トリカーリコ (MT)